# Dumbría
Dumbría là một đô thị của Tây Ban Nha ở tỉnh A Coruña trong cộng đồng tự trị của Galicia.
43°00′B 9°07′T / 43°B 9,117°T